# Théâtre du Cerisier
Le Théâtre du Cerisier est une compagnie de théâtre québécoise basée à Montréal fondée en 2009 par Vincent Gomez.

## Origine et mandat
Le théâtre tire son nom de la traduction française de « cerisier » qui se dit « sakura » en japonais. Or, au Japon, le cerisier est l’arbre des morts, l’arbre qui tire sa vitalité, sa force et son énergie des nombreux corps enterrés sous lui. Il tire même la couleur de ses fleurs (qui sont blanches à l’éclosion) du sang de ces corps : plus un cerisier est rose et plus il y a de corps enterrés sous lui. Il est le gardien de la mémoire et de l’âme des êtres dormant sous ses racines. En Asie les notions d’ancêtres et de préservation de leur mémoire sont fondamentales. Et même en Occident, le théâtre n’est-il pas l’art des morts, l’art où, l’instant d’une soirée, les mots et la mémoire de gens disparus depuis des siècles prennent vie sur une scène? Nous trouvons intéressant de mêler deux traditions liées à cette mémoire des morts.
La compagnie se définit elle-même ainsi;

« Le Théâtre du Cerisier se veut être une collaboration multidisciplinaire qu’il vise à regrouper des praticiens professionnels de toutes les sphères artistiques afin de permettre l’exploration des possibilités des représentations scéniques. Notre objectif est  de favoriser l’optimisation maximum d’artistes de sphères différentes collaborant à un même projet. Cela s’accompagne d’une volonté de recherche vis-à-vis les possibilités qu’offre chaque art scénique concernant l'incarnation des mots. Nous voulons ainsi explorer et expérimenter au travers des résultats qu’offrent ces métissages. Nous définissons ainsi de nouvelles approches de sujets, tout en apportant un grand soin que ces approches soient tout autant novatrice que suffisamment accessible.
Notre théâtre ne doit jamais oublier son rôle premier, qui est de raconter des histoires et de faire découvrir à des spectateurs, le temps d’une soirée, un nouvel univers. Nous tâchons ainsi de rester fidèles à l’origine de tous les arts, aux gestes du conteur ancestral autour d’un feu protecteur. »

## Productions
- 2009 : Une autre cage dorée, texte et mise en scène de Vincent Gomez, Festival Montréal Fringe 2009
- 2011 : Une autre cage dorée, texte et mise en scène de Vincent Gomez, Espace La Risée
- 2012 : Büchner à Strasbourg, texte, adaptation et mise en scène de Vincent Gomez, basé sur Lenz de Georg Büchner
- 2015 : Le tombeau des lucioles, texte d’Akiyuki Nosaka, adaptation et mise en scène de Vincent Gomez